# Гондішапур
Гондішапур або Гунде-Шапур — перське місто в Хузестані, за 10 км від сучасного Дезфула. Місто було інтелектуальним центром імперії Сасанідів.

## Історія
Шапур I заснував місто 271 року й заселив його полоненими сиро-римлянами християнського (несторіанського) сповідання. Гондішапур став другим за величиною містом імперії. За Хосрова I (531—579) там виникла грецько-сирійська медична школа, що у подальшому вплинула й на арабів. Сирійські науковці-лікарі переклали безліч грецьких і латинських текстів арабською. До складу комплексу в Гондішапурі входила медична школа, лікарня, фармакологічна лабораторія, будинок для перекладу медичних текстів, бібліотека й обсерваторія. Індійські лікарі також зробили свій внесок у розвиток медичної школи в Гондішапурі, найбільш визначний з них — медичний дослідник Манка.
В Гондішапурі працювали Хунайн ібн Ісхак і Джибраїл ібн Бахтішу.
Місто було цілком завойовано арабами 636 року. За Гарун-аль-Рашида випускники академії Гондішапура брали участь в організації Будинку Мудрості в Багдаді 832 року. Після того Гондішапур занепав і спорожнів.